# SCP—收容失效
《SCP－收容失效》是由Joonas Rikkonen（“Regalis”）开发的自由开源的恐怖游戏。它基于SCP基金会的虚构故事。游戏以第一人称视角进行，主角在SCP基金会设施中被称为“D-9341”人类测试对象。该设施致力收容和研究SCP异常项目。游戏目标是在全设施收容失效的情况下从地下设施逃脱，同时要躲开九尾狐(机动特遣队Epsilon-11) （页面存档备份，存于）和SCP。游戏地图由程序生成，包含多个来自SCP基金会社区的知名SCP。

## 游戏玩法
玩家将作为一个“D级人员”(D-9341)，逃出一个由SCP基金会运作的地下研究及收容设施，设施内收容着称为“SCP”的危险异常。玩家被多个有威胁的SCP追踪，所以D-9341必须躲开它们以避免死亡。由于玩家需要周期性地眨眼，导致SCP-173在附近时会更加危险。某些房间（例如充满净化气体的房间）会导致玩家更频繁地眨眼。其他的，例如SCP-096，如果玩家看到了它的脸，SCP-096就会杀死玩家，但在其他情况下会保持温顺。
游戏的主要特点之一是随机生成房间。 一些SCP可能在第一张地图中出现，但不在第二张地图出现。然而，部分SCP可能会出现在设施的任何地方。随着玩家的进度，游戏会越来越困难。进入办公区代表着机动特遣队Epsilon-11“九尾狐”，一支由基金会精英士兵组成的队伍的出现。通过重新收容或使用核弹头来摧毁收容失效的SCP。这些士兵装备了FN P90，并且会在发现玩家时开枪射击。
一路上，玩家可以找到各种各样的物品来帮助自己生存。这些物品包括防毒面具、各种医疗物品、各种电子设备、电池和用于操作上锁的门的钥匙卡，玩家也可以找到一些有利或无生命的SCP。

## 剧情

### 设定
故事围绕着SCP基金会，一个致力于收容任何威胁世界正常的物品、生命和位置的秘密组织。在游戏故事发生前的某个时候，基金会的多个设施遭到了混沌分裂者的袭击（混沌分裂者是一个由基金会分裂出的组织），迫使许多SCP迁移到一个未知名设施。一个称为Epsilon-11的机动特遣队不久后被部署为九尾狐，以保护该设施免受更大的收容失效危机。

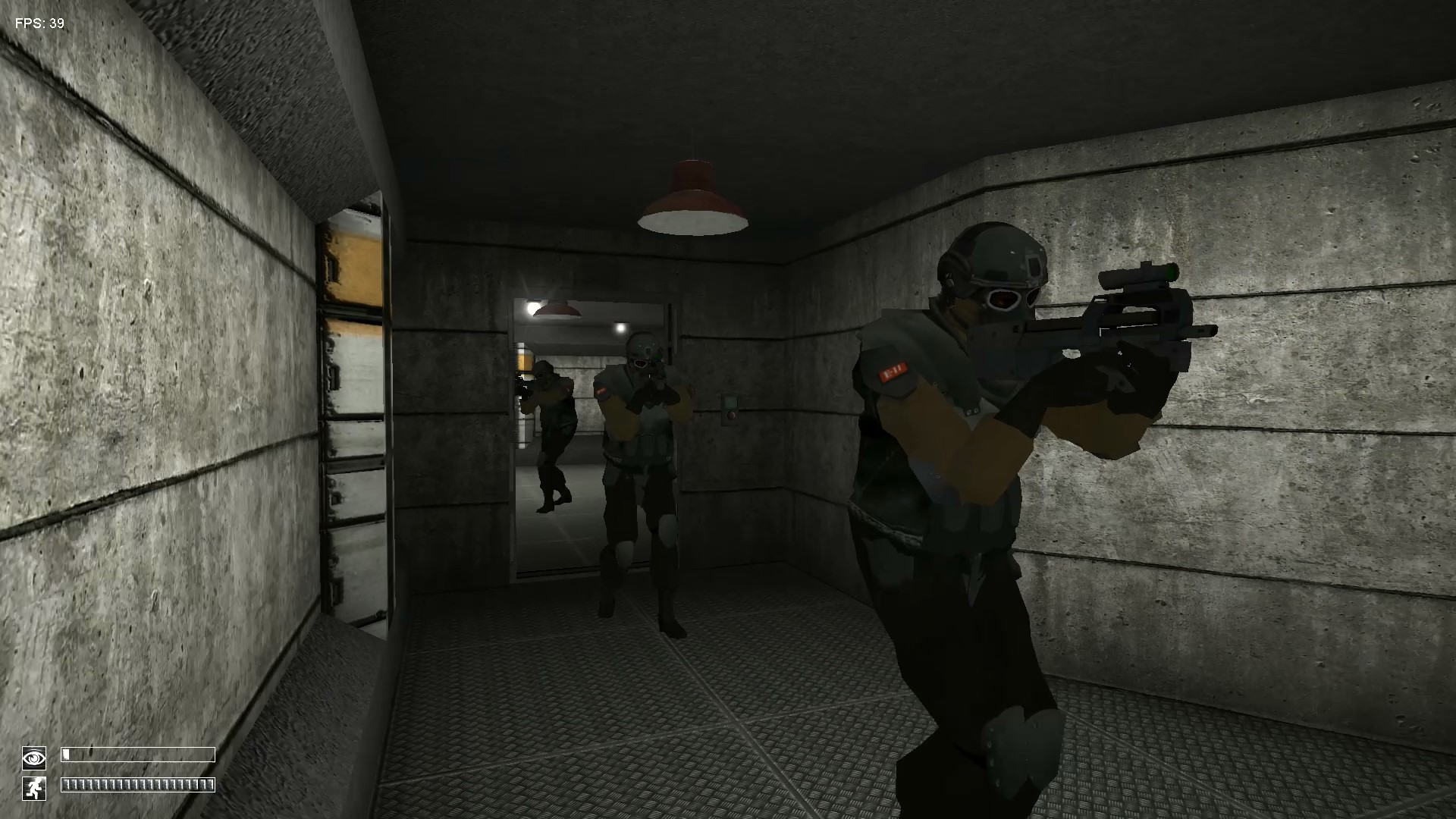
九尾狐特遣队

### 剧情
玩家作为D-9341，一个D级测试人员（通常为死囚牢犯，被征召至SCP基金会），玩家与其他两名D级人员被迫参与一个关于SCP-173的测试。SCP-173为一种混凝土雕像，可以高速移动，当不在直接视线范围之内时，它就会导致颅骨底部的颈部骨折或被绞死。

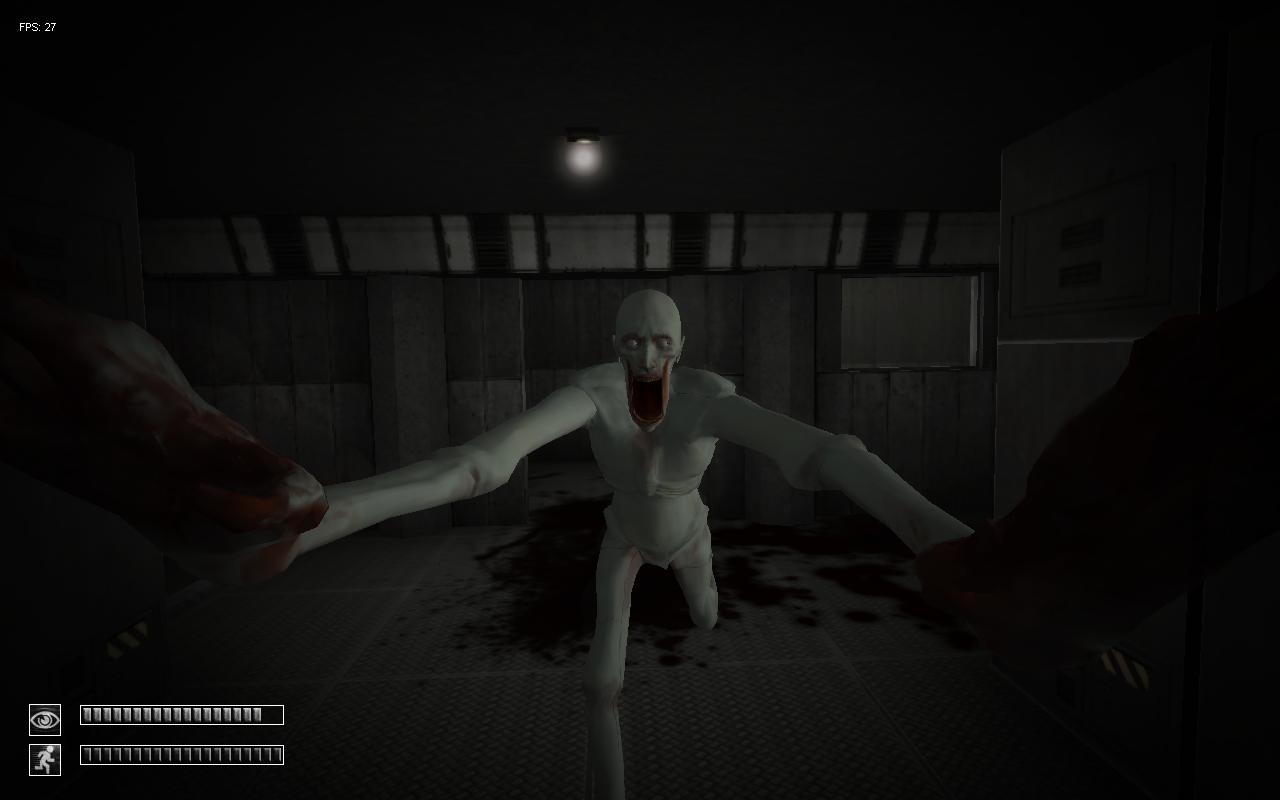
SCP-096在玩家看到了它的脸后开始攻击玩家。

在测试进行时，现场的电源和门禁系统开始出现故障，让SCP-173可以杀死其他两名D级人员，并逃到通风系统中。同时通过玩家控制，D-9341已逃离收容室。随后，设施广播通知，几个SCP已收容失效，迫使全设施被封锁。之后，玩家必须引导D-9341在设施中游荡，并且避开收容失效的SCP，例如SCP-106（一个类似腐烂老人的SCP實體，可以穿过物质，将玩家拖入口袋空间中以杀死） 和SCP-096（一种人型生物，如果玩家看到了它的脸，它将不可避免地追击并杀死玩家，但在其他时候保持温顺）除此之外，玩家还必须躲避收容SCP的九尾狐特遣队，因为他们被命令射杀所有具有威胁的D级人员。在游戏后期，玩家会遇到SCP-079，一个具有恶意的AI，它寄生在一个个人计算机内。玩家可得知由于混沌分裂者的间谍给予SCP-079设施控制权限，所以导致了设施停电，使基金会忙于重新收容SCP。此时，SCP-079建议玩家重新启用远程门禁控制，以便SCP-079能继续控制门禁系统，从而帮助玩家逃离设施。如果玩家重新启用远程门禁控制，SCP-079将打开两个不同的出口，即A门和B门，此后可以触发四种不同的结局。
第一和第二个结局触发可以通过B门离开地下设施。到达地表后，广播警报称SCP-682（SCP基金会曾数百次试图收容，具有快速再生能力的大型、几乎不可消灭的爬行生物）已突破收容至B门附近，并将引爆保存在设施中的核弹头以摧毁SCP-682。弹头引爆之后，整个区域连同D-9341一并蒸发。在结束画面时，一名无线电工作人员要求部署一支特遣队，以侦查地面的遗骸。然而，随后传来的巨大的轰鸣声，信号被切断，证明弹头爆炸并未成功摧毁SCP-682。如果玩家在设施核弹井禁用了远程引爆弹头，就会触发第二个结局。另一个广播称，要求所有人员返回B门继续作战。处理SCP-682时，一群特遣队队员到达了玩家的位置，开火击毙了玩家。SCP-682被收容后，安全总监命令调查D-9341是如何到达B门的。
最后两个结局触发可以通过A门离开设施。游戏的结局取决于是否重新收容SCP-106。如果玩家没有重新收容，则SCP-106将在A门被突围，一种名为H.I.D（高压电磁炮）炮塔的武器被授权使用。SCP-106因对电力的敏感性迫使其撤退。此时玩家在骚乱时通过维修隧道逃跑，被混沌分裂者拦住。混沌分裂者称，“你[D-9341]知道的太多了，不能让他们[SCP基金会]抓到你[D-9341]”，随后玩家被混沌分裂者带走，下落未知。
最后，如果玩家已重新收容了SCP-106，几名机动特遣队成员将抓住D-9341。最后在结束画面时播放了一段关于D-9341的报告录音，提到了D-9341非凡的勇气和克服收容失效所带来的威胁的能力，同时考虑将D-9341列为SCP项目之一。

## 开发
游戏最初由芬兰开发者Joonas Rikkonen（“Regalis”）开发。在制作SCP－收容失效之前，Regalis曾玩过关于SCP-087（一个关于看似无穷的楼梯和隐藏在里面的神秘生物）的游戏并对这个相对简单的题材的游戏感到可怕并印象深刻。Regalis决定开发属于自己的版本，并称为《SCP-087-B》。这个小游戏十分受欢迎。Regalis决定继续用Blitz3D开发他的游戏，他称“我太懒了，不想去学别的语言和引擎”。随着游戏的设计，Regalis决定将主要的威胁设为SCP-173，因为SCP-173是Regalis最喜欢的SCP。Regalis还决定实现眨眼功能使游戏更加有趣。
这款游戏显得十分大气，因为Regalis认为制作一款真正的恐怖游戏的最佳方式应该是关注环境和声音，而不是单纯的关注怪物。在接受Edge杂志采访时，他说：
我认为，让收容失效如此可怕的关键在于，玩家几乎永远不会安全，即使是最轻微的失误都能导致游戏结束。当你到达一个新房间的时候，你必须时刻保持对SCP-173的警惕，注意任何刮擦的声音，并仔细的环顾四周。随机生成的地图和随机发生的事件也是让收容失效如此可怕的重要部分之一。不管你玩了多少次，你都无法百分之百确定接下来会发生什么。我也花了很长时间去寻找和制作游戏的音效和音乐。氛围是一款好的恐怖游戏的关键元素之一，制作精良的音乐会为氛围增添很多元素。
即使Regalis认为突发惊吓是“一种有点低劣的吓人方式”，但他还是在游戏里实现了一些突发惊吓，他称是为了“让玩家保持警惕”。他解释道：“在你做一个关于一个生物的游戏时，在你看不到它的时候，它以超自然的速度向你冲来，你肯定会被吓一跳。”
在Regalis刚开始制作这款游戏时，他刚从进阶中学毕业。尽管他十分热爱于做游戏，但他一直以为这只是一种爱好，一种“白日梦”。然而，在游戏取得成功后，Regalis决定在图尔库大学学习游戏编写。
在其发展过程中，《SCP－收容失效》已成为社区共同努力的作品，主要依靠社区创建的内容以进行更新。
在v1.3到v1.3.11开发阶段中，一个叫做Third Subdivision Studios的独立游戏开发团队协助了Regalis进行开发，主要专注于开发一款叫做《Subsurface》的游戏，日后该游戏成为了《潜渊症》。Third Subdivision Studios还开发了一个名为《SCP－九尾狐》的游戏，将游戏主角从D-9341改为九尾狐特工。
随着v1.3.11发布，v1.4开始开发，计划为最终更新。在开发团队内部发生冲突后，Third Subdivision Studios的一名成员被禁止进一步开发游戏，导致整个Third Subdivision Studios退出该项目。开发团队大幅缩减，v1.4的计划发生了多次变化，v1.4是在一个名为PGE（“pulsegun引擎”）的新定制引擎上开发的。
2022年8月1日，收容失效开发成员Juan Pablo Arce（Juanjpro）在Discord称“今天我们要把CBN资源库存档，因为我们要取消这个项目。它的发展已经停滞了多年，在看不到尽头的情况下继续开发下去是没有意义的。”这代表v1.4的开发计划已正式取消。目前，用于存储v1.4源代码的Github仓库已被存档。

## 反响
游戏获得了普遍的好评。游戏网站Rock, Paper, Shotgun评价称：“这是没有诙谐和怪癖，但更加令人恐惧，更多尖叫、躲避牙齿和金属丝制成的生物的《第十三号仓库》。”，并补充到：“目前游戏的模型质量相当低劣，但希望它在合作开发后会提高。” Edge杂志对这款游戏给予了正面评价，称其为“在低劣Blitz3D引擎中制作出来的独立游戏，可以映射出一个个看起来很低劣的生物”，但补充说它“在某种程度上比最新的大预算恐怖游戏加起来还要可怕。”Jay Is Games写到，虽然这个游戏“并不完美，仍有点问题”，但它“依旧有一些难以言表、令人尖叫的恐怖时刻。” GeekInsider公司的Nicholas Greene对这款游戏的玩法予以了肯定，还特别赞扬了眨眼条的设计。Greene指出它“有些过时的外观绝对没有让它变得不那么可怕。”该游戏在PC Gamer的50款最佳免费PC游戏中排名第22位，称“通过借助SCP的故事，使《收容失效》的力量翻倍：一个虚构的（或者是真的？）的关于被一个阴暗组织关押的恐怖的网络故事。”随着2013年末v0.8版的发布，使PC Gamer的Ian Birnbaum再次重申了该网站对于这款游戏的赞誉，称其“十分可怕”。
《SCP－收容失效》为SCP基金会带来了前所未有的用户量，基金会宇宙史记载“在SCP的发展历程中，还从没有任何一样东西能够如收容失效那般给我们带来如此之多的新的外界关注——虽说既有正面的，也有负面的”。
《SCP－收容失效》的基本玩法和一些内容都已被改编为多个其他游戏，例如Steam的免费多人游戏《SCP：秘密实验室》和利用Unity引擎制作的《SCP: Unity》。